# Lastrea officinalis
Lastrea officinalis là một loài dương xỉ trong họ Dryopteridaceae. Loài này được Bubani mô tả khoa học đầu tiên năm 1901.
Danh pháp khoa học của loài này chưa được làm sáng tỏ. 

## Hình ảnh

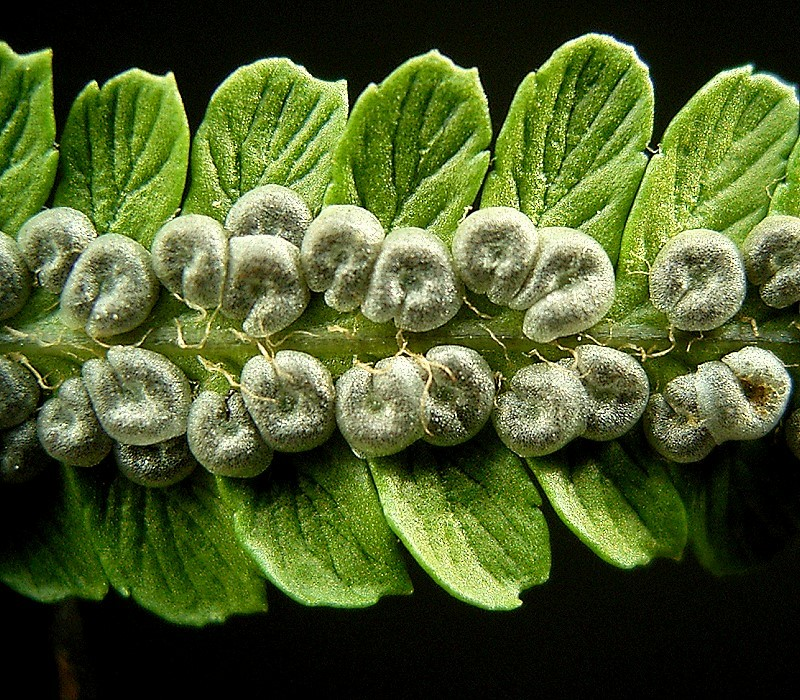
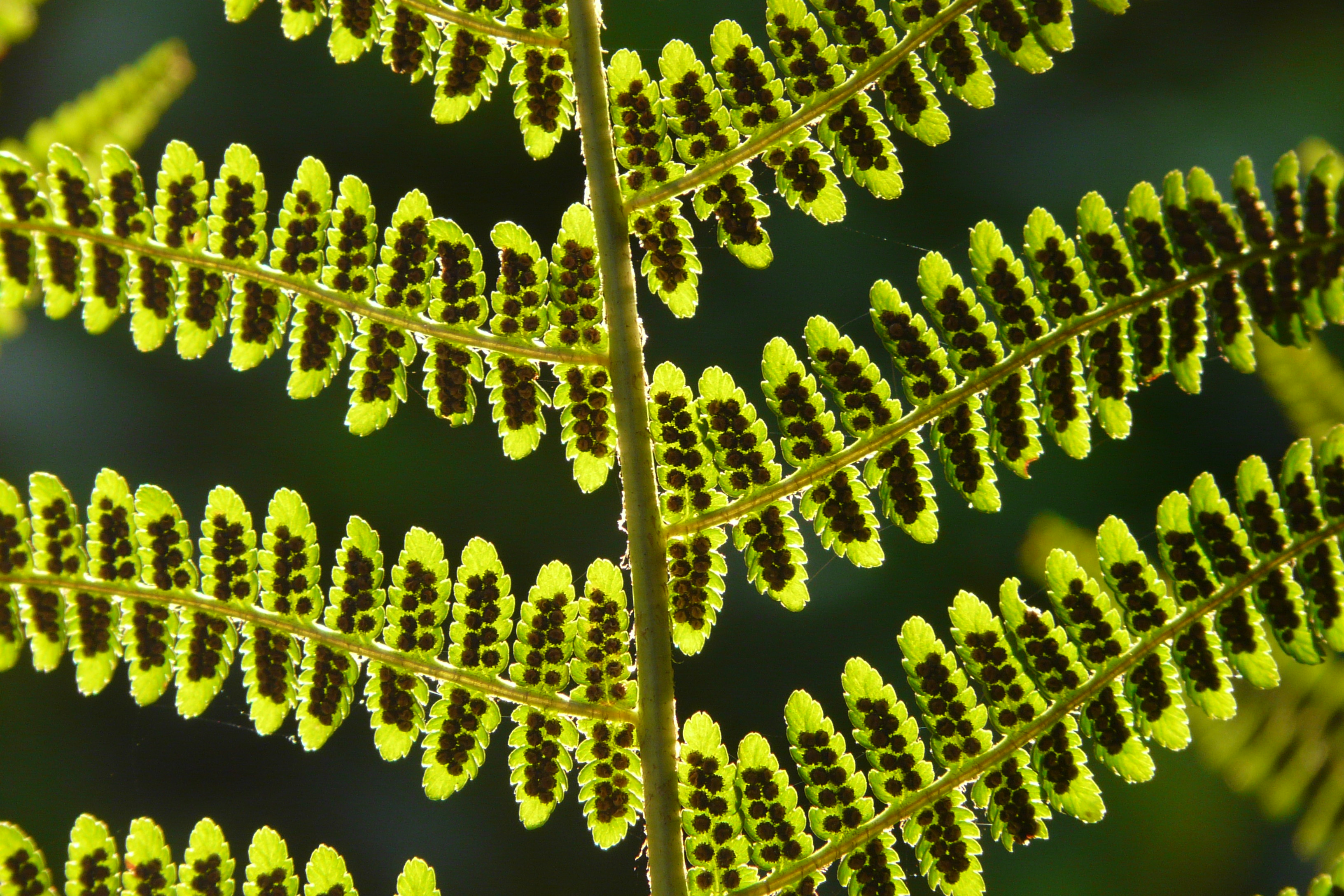
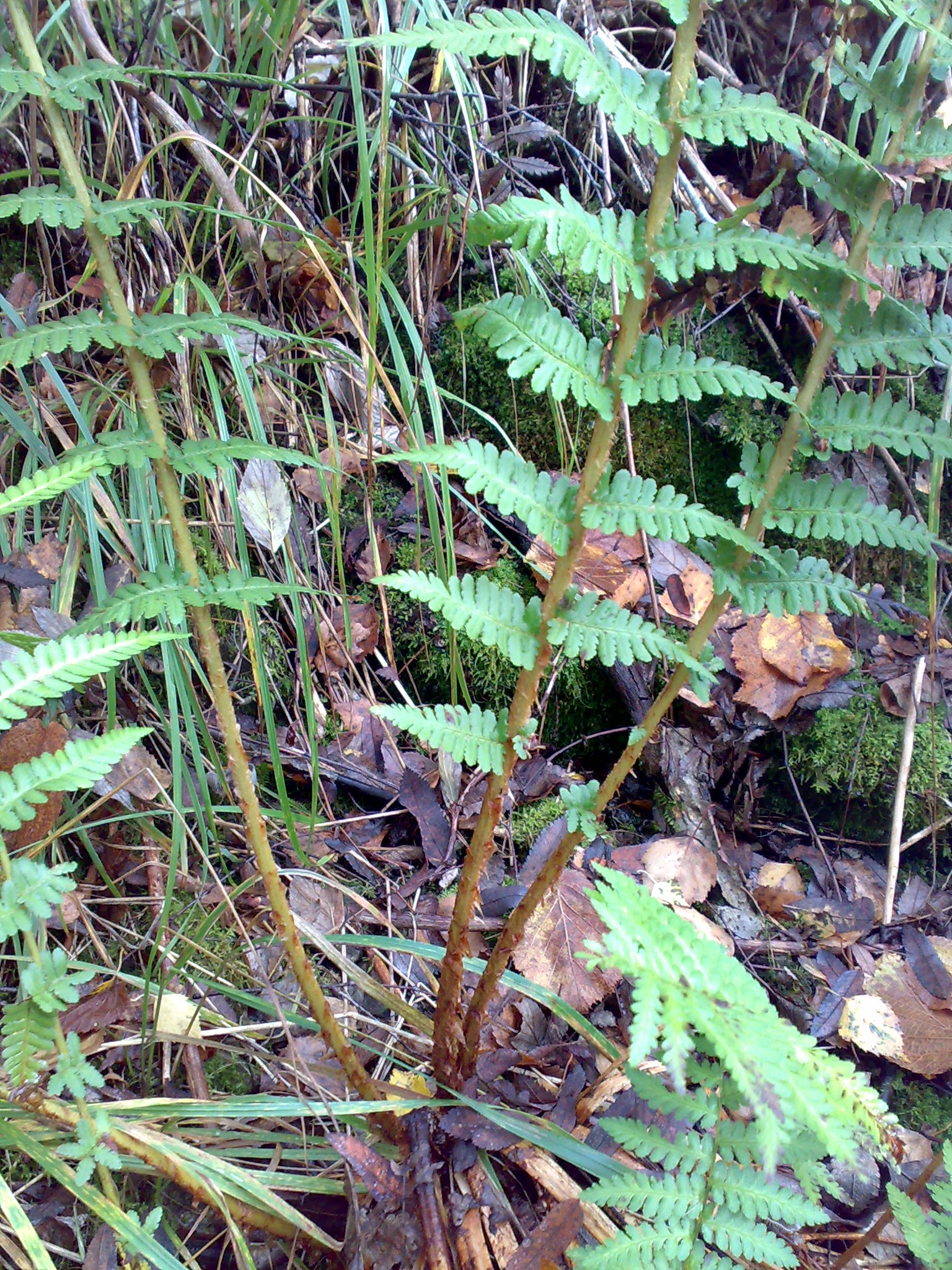